# حابيل علييف
حابيل مصتفى أوغلو علييف (بالأذربيجانية: Habil Mustafa oğlu Əliyev)‏(28 مايو 1927 في باكو،  أذربيجان- 8 سيبتمبر 2015 في باكو، أذربيجان) - عازف كمنجة وفنان الشعب في جمهورية أذربيجان. 

## حياته وإبداعه
ولد حابيل علييف في محافظة أقداش في أذربيجان بتاريخ 28 مايو، عام 1927.
وهو في السبعة من العمر أتم المرحلة الثانوية في مدرسة الموسيقى سبعة سنوية، في عام 1969.
و منذ ذلك الوقت كان من محبي كمنجة.
في عام 1952، إلتحق بمدرسة الموسيقى إسمه عاسف زينلي في باكو ليدرس كمنجة.
و تعلم حابيل علييف أسرار فن الموغام من المغني الشهير غوربان بيريموف والمطرب الشهير خان شوشينسكي.
بدأ نشاته كمرافق في فرقة الرقص، وكعازف كمنجة في فيلهارموني أكاديمى لدولة أذربيجان في عام 1953.
أعطى حابيل علييف روح جديد لمقامات «مقام سيكا» و «جهاركاه» و «بياتي-قاجار» و «باستيانجار» و «بياتي-شيراز» و «راحاب» و «بياتي-كردي» و «راست» و «زابول».
وإذن اكتسب هابيل علييف شهرة في أواخر الثمانينيات وأوائل الثمانينيات كعازف كمنجة ماهر.
توفي حابيل علييف 8 سيبتمبر، عام 2015، ودفن في الممشى الفخري الأولى في باكو.

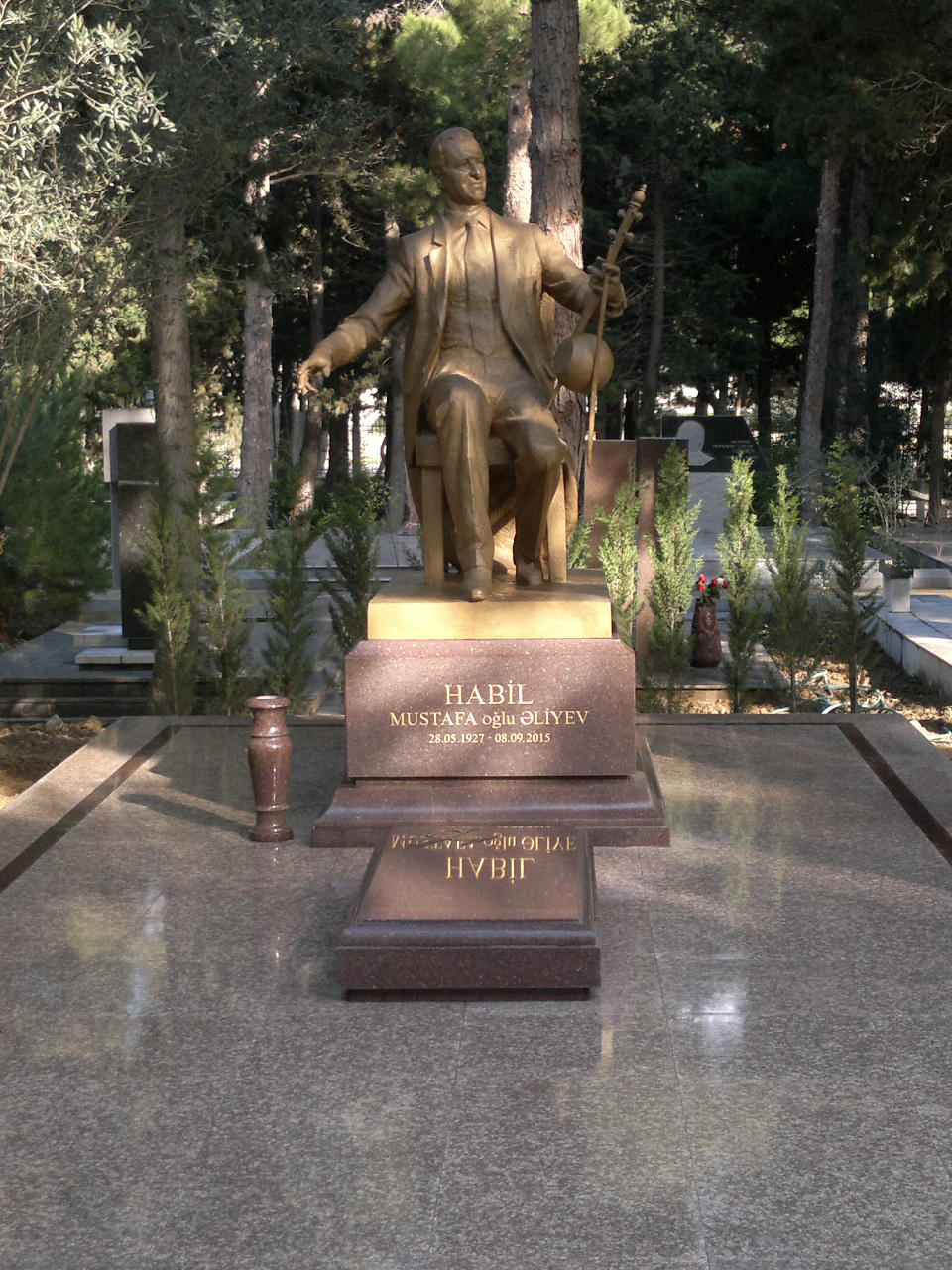
نصب ضريح حابيل علييف

## جوائزه
- وسام شهرة (أذربيجان)
- وسام «استقلال»

## روابط خارجية
- حابيل علييف على موقع IMDb (الإنجليزية)
- حابيل علييف على موقع ميوزك برينز (الإنجليزية)
- حابيل علييف على موقع أول ميوزيك (الإنجليزية)
- حابيل علييف على موقع ديسكوغز (الإنجليزية)